# Gaurenopsis
Gaurenopsis är ett släkte av fjärilar. Gaurenopsis ingår i familjen nattflyn.
Kladogram enligt Catalogue of Life:
| Gaurenopsis | \| \| Gaurenopsis conspicua \| \| \| \| \| \| Gaurenopsis velutina \| \| \| \| |
|             | \| \| Gaurenopsis conspicua \| \| \| \| \| \| Gaurenopsis velutina \| \| \| \| |
|             | Gaurenopsis conspicua                                                          |
|             |                                                                                |
|             | Gaurenopsis velutina                                                           |
|             |                                                                                |